# Штальберг (Рейнланд-Пфальц)
Штальберг (нім. Stahlberg) — громада в Німеччині, розташована в землі Рейнланд-Пфальц. Входить до складу району Доннерсберг. Складова частина об'єднання громад Роккенгаузен.
Площа — 2,59 км2. Населення становить 168 ос. (станом на 31 грудня 2020).